# アクアガード
アクアガード (AquaGuard)は、パシフィックビジネスコンサルティングの開発する画像録画式セキュリティソリューション。PCでの操作画面を録画記録することにより、不正行為の抑止や問題発生時の原因特定を行う。

## 概要
アクアガードでは、PC操作の画面を常時録画することが可能である。これにより、データの持ち出しや消去等、不正行為があった場合の原因をただちに究明することができる。また、「常に操作画面を記録されている」という意識により、業務への集中力がアップし、不正行為や業務に関係ない作業に対する抑止力が働く。ユーザーのPC操作を正確に再現できることから、システム保守・運用サポートなどにも利用可能である。

## 特徴
- アラーム機能
ファイルアクセス、USBメモリ接続によるドライブ環境の変更、プログラムのインストール/アンインストールなどを検知し、管理者に通知する。
- ログ管理
画像の録画・再生以外にも、テキストログ、キーボード入力ログ、アプリケーションログ、ファイルアクセスログ等を全て自動記録する。
- オフライン
LANに接続していない環境で行ったPC操作も、LANに接続されると同時に全ての情報が転送される。